# Kościół Wniebowzięcia Najświętszej Maryi Panny i św. Apostołów Piotra i Pawła w Hebdowie
Kościół Wniebowzięcia Najświętszej Maryi Panny i św. Apostołów Piotra i Pawła w Hebdowie – zabytkowy kościół znajdujący się w województwie małopolskim, w gminie Nowe Brzesko, w Hebdowie. Stanowi Sanktuarium Matki Bożej Hebdowskiej.
W latach 1664–1727 wczesnogotycki korpus świątyni przebudowano na trójnawowy, dobudowano dwie wieże, kaplicę oratoryjną z trzema absydami
oraz zabudowania klasztorne. Obecnie klasztor i kościół jest w posiadaniu Polskiej Prowincji Zakonu Pijarów.
W skład zespołu klasztornego norbertanów, wpisanego do rejestru zabytków nieruchomych województwa małopolskiego, wchodzi: kościół pw. Wniebowzięcia NMP, klasztor, ogród oraz spichlerz.

## Historia
W latach 1146–1173 rycerze Strzeżysław z Sulimów i Wrocisław z Gierałtów sprowadzili do Hebdowa z czeskiego Strahova norbertanów (premonstratensów). W roku 1149 ojcowie założyli klasztor.
Najstarszy zachowany dokument dotyczący tutejszego opactwa pochodzi z 1276 roku i dotyczy zwolnienia mieszkańców ze zobowiązań wobec księcia. Immunitet był ponownie zatwierdzany przez Władysława Łokietka w 1331 i Kazimierza Wielkiego w 1358 roku. Fundacje opactwa potwierdzała bulla papieża Eugeniusza IV z 26 czerwca 1441 roku.
Pierwsi zakonnicy i mniszki wraz z opatem Niemcem Wosolanusem (zm. 1179) zamieszkali w Brzesku. Po 1160 roku zakonnice przeniosły się na Zwierzyniec koło Krakowa.

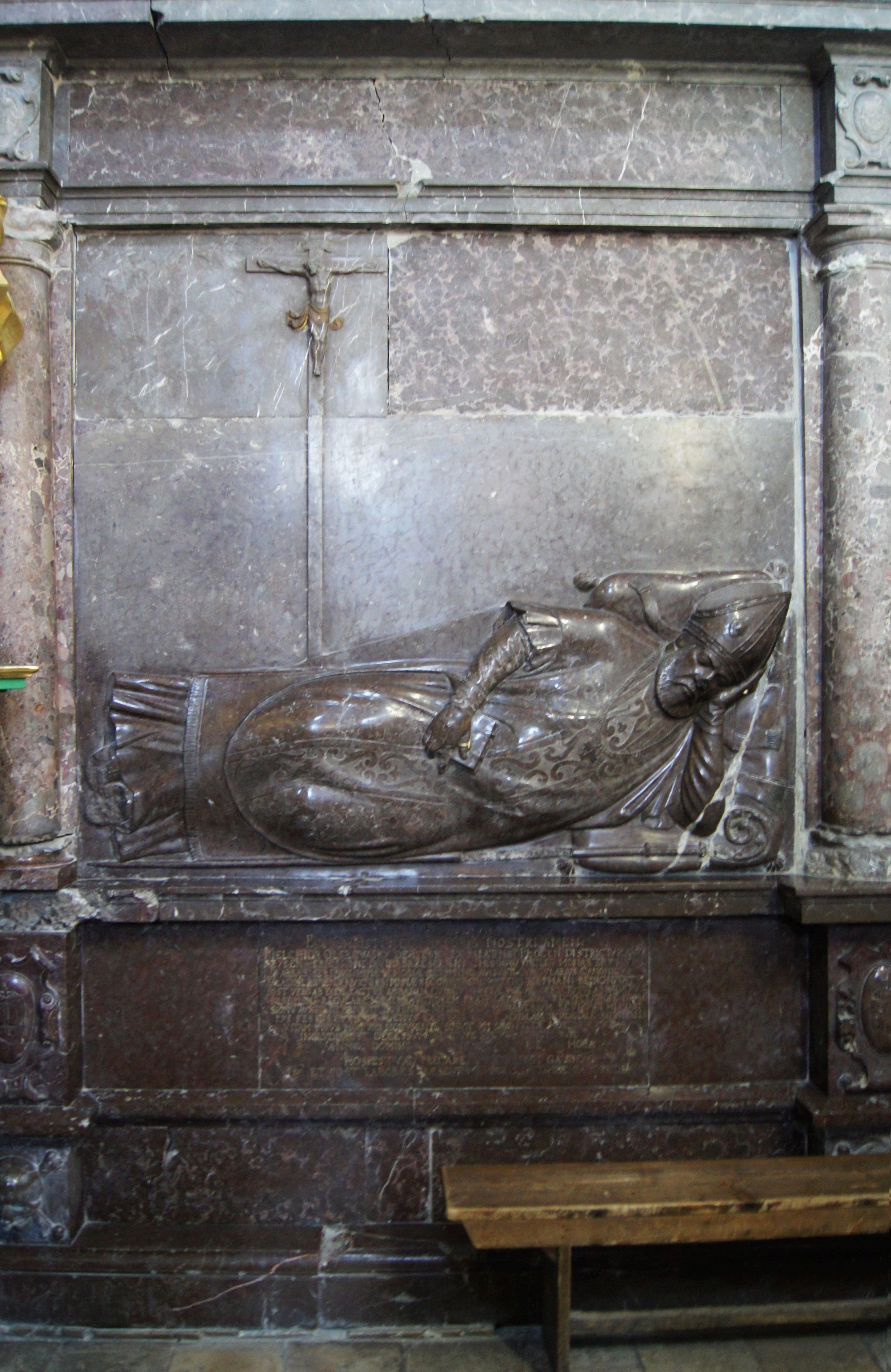
Renesansowy nagrobek opata Melchiora Olszewskiego

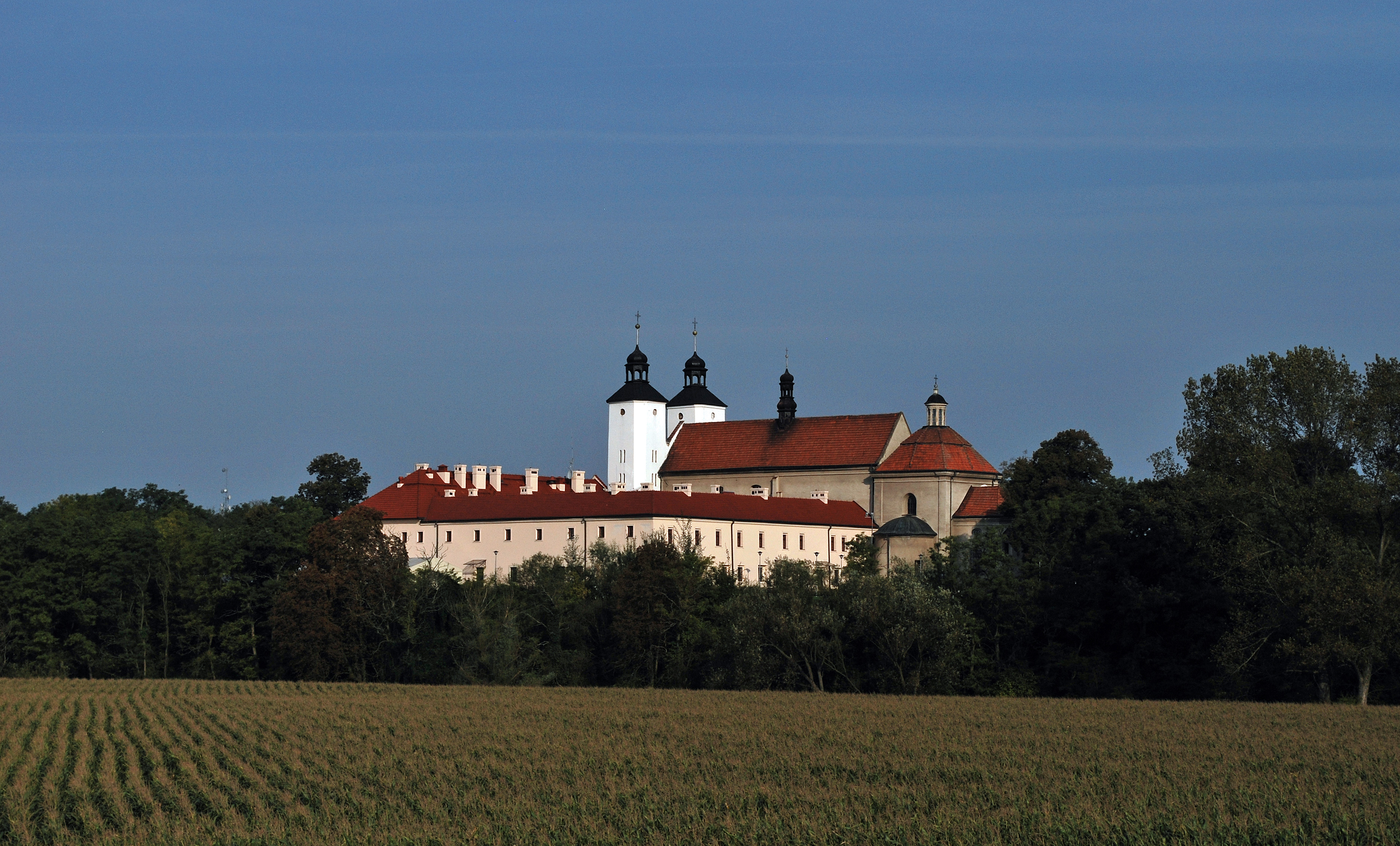
Kościół klasztorny w Hebdowie

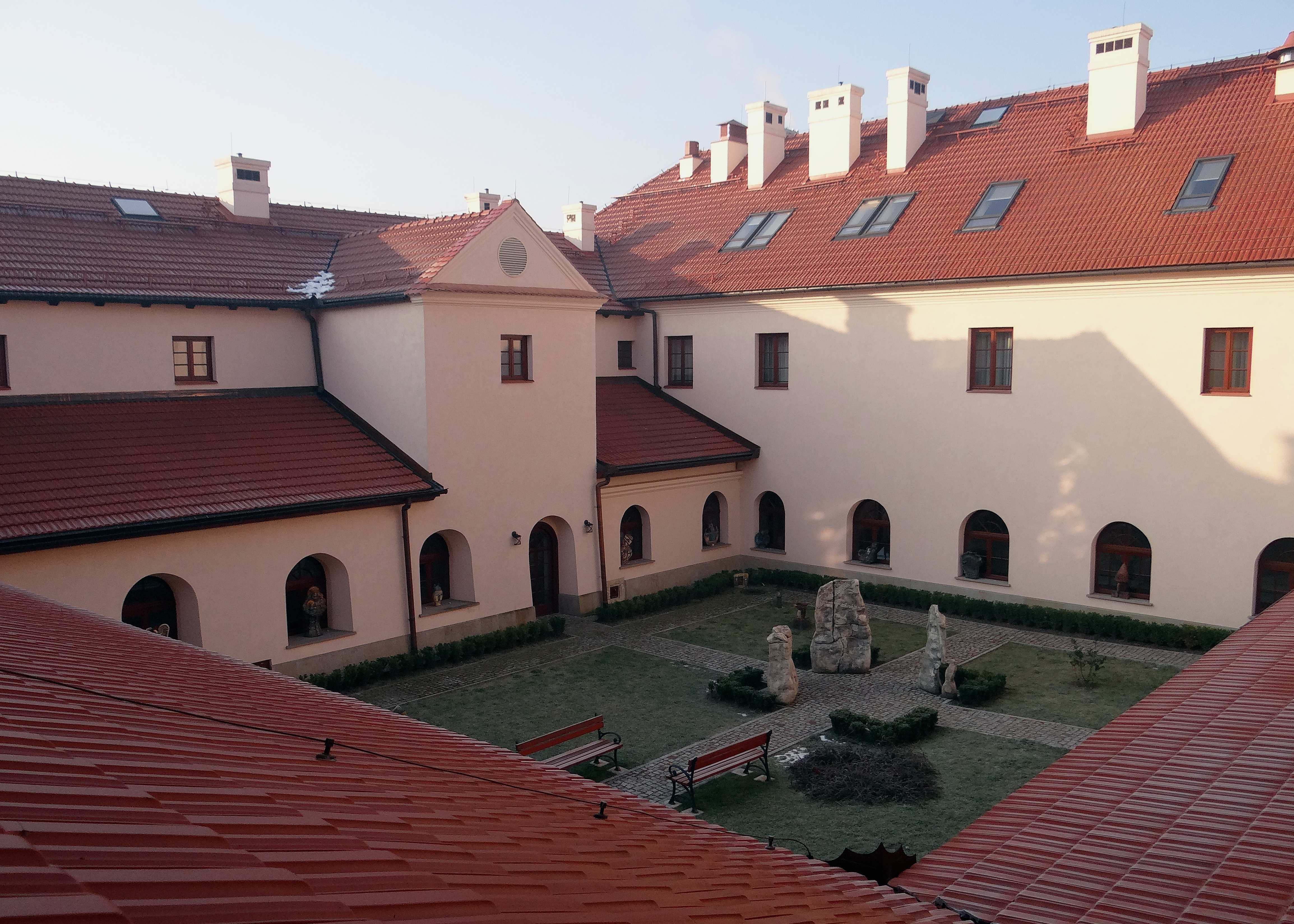
Dziedziniec klasztoru po remoncie

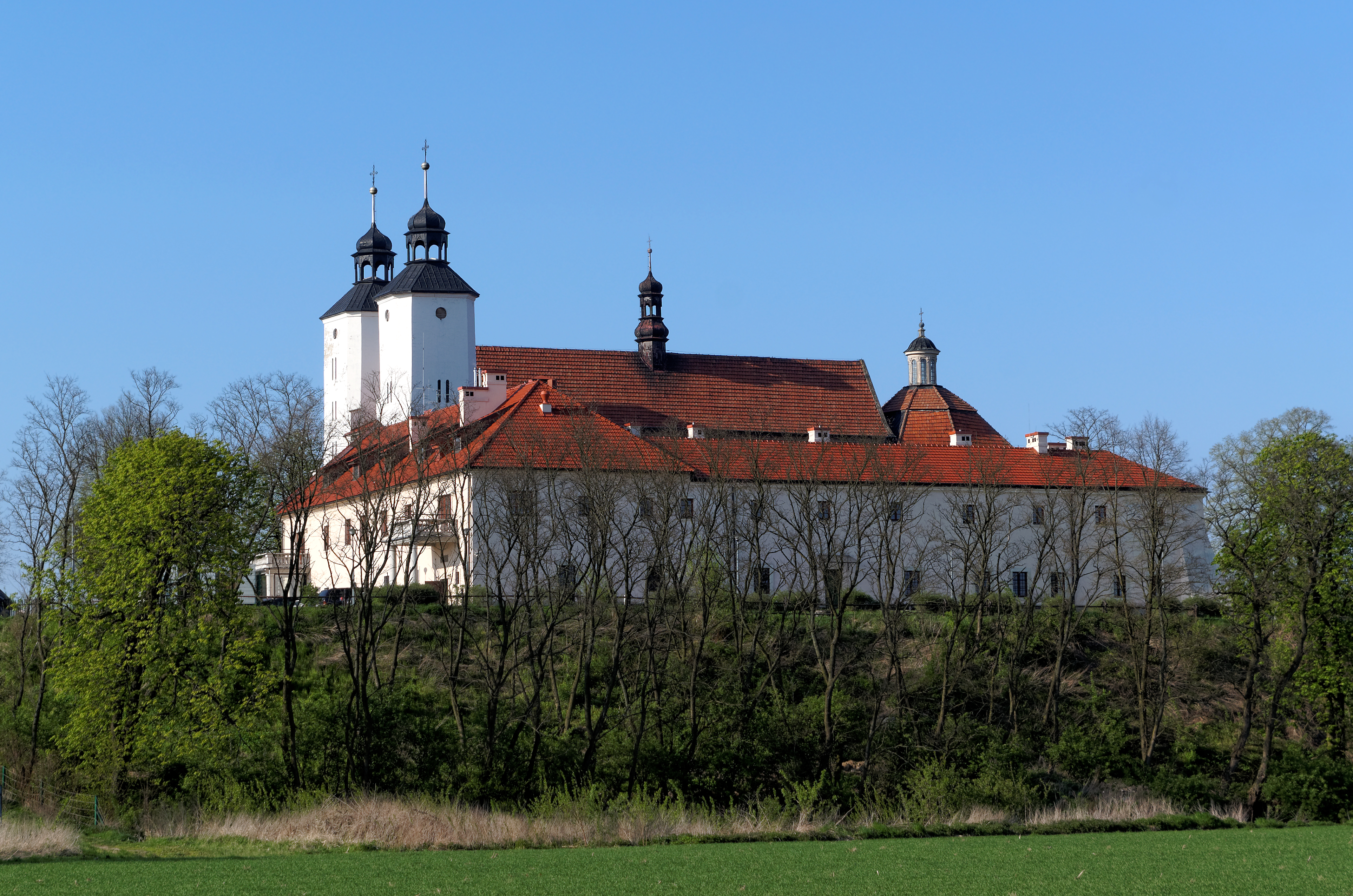
Kościół klasztorny w Hebdowie

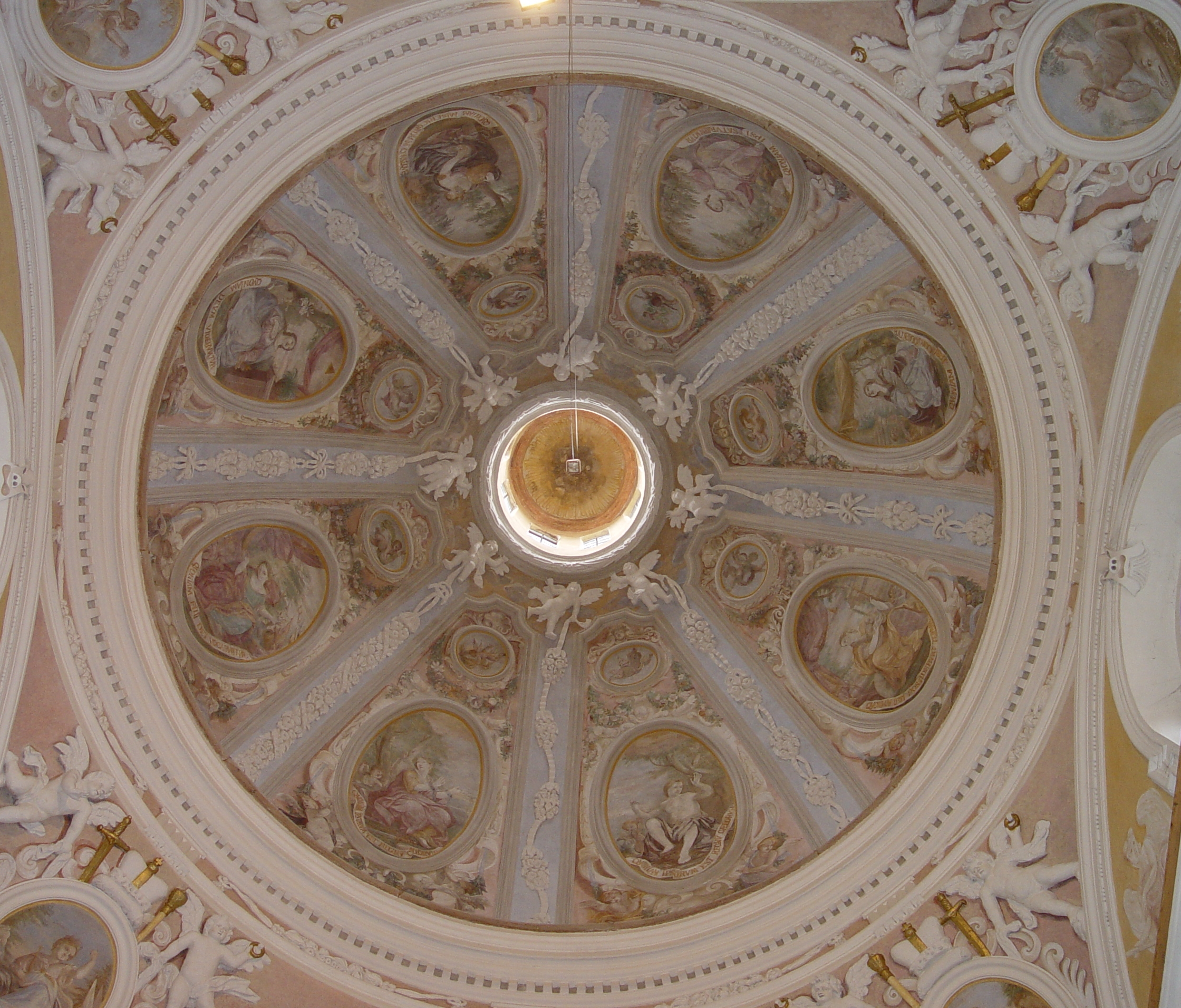

W 1441 roku tutejszemu opatowi podlegały klasztory w Witowie, Nowym Sączu, Zwierzyńcu, Imbramowicach, Busku, Krzyżanowicach i Płocku. Klasztor hebdowski był pierwszym na ziemiach polskich i stanowił opactwo polskiej cyrkarii norbertańskiej.
W pierwszej połowie XV wieku doszło do konfliktu między opatem z Buska a biskupem krakowskim Zbigniewem Oleśnickim. Przyczyną była chęć uwolnienia się norbertanów od zwierzchnictwa biskupów krakowskich. Opat spędził rok w biskupim więzieniu.
Zakonnicy nie prowadzili duszpasterstwa parafialnego ale zorganizowali szkołę przyklasztorną, posiadali księgozbiór oraz archiwa. Po likwidacji zakonu w wyniku kasaty w 1819 roku Samuel Bogumił Linde wywiózł z Hebdowa część biblioteki, a jego dobra przeszły pod zarząd Komisji Rządowej Przychodu i Skarbu. Reszta zbiorów zaginęła, a archiwum uległo rozproszeniu. Od 1832 roku w kościele klasztornym księża diecezjalni prowadzą duszpasterstwo, a od 1949 w parafii pracują księża pijarzy.
Według publikacji Antoniego Kraszowskiego z 1752 roku, do połowy XVIII wieku w kronikach klasztornych były wzmianki o 38 opatach. Pośród nich byli: Melchior Olszewski – sekretarz króla Zygmunta Augusta; Jordan z Zakliczyna; Gotard Tyzenhauzen – późniejszy biskup smoleński; Ludwik Stępkowski powołany na biskupstwo kamienieckie; Erazm Kretkowski; Aleksander Trzebiński – podkanclerzy koronny Władysława IV; Tomasz Leżeński – późniejszy biskup płocki oraz Michał Wilkowski. Opatem klasztoru był także Józef Andrzej Załuski, założyciel słynnej biblioteki w Warszawie. Od 1748 roku opatem był Józef Łaszcz, a zaraz po nim Franciszek Zborowski. W latach 1753–1760 Krzysztof Dobiński, sufragan łowicki. Po nim od 1771 roku opatem był kanclerz Młodziejowski. W latach 1780–1791, ostatnim komendatoryjnym opatem był eksjezuita Karol Wyrwicz. Po nim byli jeszcze mianowani: Ignacy Pokubiato, Grzegorz Zacharjaszewicz i ksiądz Bystrznowski.
Kościół pod wezwaniem Wniebowzięcia Najświętszej Maryi Panny konsekrowany 31 maja 1678 roku przez biskupa Mikołaja Oborskiego. Jeden z kościelnych dzwonów nosił datę 1108 rok. W podziemiach znajdują się sarkofagi i trumny zmarłych zakonników i opatów norbertańskich.

## Architektura
Kościół murowany, orientowany, dach dwuspadowy z sygnaturką. Wczesnogotycki korpus świątyni przebudowany w latach 1692–1727 na trójnawowy typu bazylikowego. Przed 1664 rokiem do fasady zachodniej o cechach średniowiecznych zostały dobudowane dwie czworoboczne wieże oraz od strony południowej murowane zabudowania klasztorne. Hełmy wież zostały odrestaurowane po pożarze w 1859 roku.
Po stronie wschodniej na przedłużeniu prezbiterium w latach 1692–1727 dobudowano na planie kwadratu kaplicę oratoryjną z trzema apsydami zdobioną freskami Andrzeja Radwańskiego Kaplicę przykryto kopułą z latarnią.
Nawa główna nakryta sklepieniem kolebkowym z lunetami na gurtach, nawy boczne nakryte sklepieniem krzyżowym. W nawie południowej odsłonięto XVII-wieczną polichromię.

Budynek klasztorny wybudowano w latach 1644–1664. Znajdują się w nim kolebkowe ceglane piwnice wystawiennicze wraz z karcerem dla nieposłusznych zakonników z zachowanymi oryginalnymi inskrypcjami z XVII wieku.

Spichrz klasztorny z 1760 roku, murowany, dwukondygnacyjny. Pomieszczenia wewnątrz nakryte pułapami, a trzy izby posiadają sklepienia krzyżowe.

## Wyposażenie wnętrza
- wizerunek Maryi z Dzieciątkiem z ok. 1400 roku, wrzeźbiony w drewnie lipowym przez nieznanego artystę. Maryja jest przybrana w haftowane złotem szaty na wzór hiszpański. Rzeźba ma wysokość 124 cm, 40 cm szerokości, 25 cm głębokości[7] zaliczana do madonn typu krakowskiego, obok rzeźby z Racławic olkuskich[3]. Posąg umieszczony jest w niszy nad ołtarzem, zasuwanej barokowym obrazem Przemienienia Pańskiego[4];
- obraz Matki Boskiej Starobrzeskiej w typie Hodegetrri, malowany temperą na desce z około 1460 roku[3], odkryty w 2008 roku podczas prac konserwatorskich[7];
- wczesnobarokowy kamienny portal z herbem suchekomnaty i inicjałami Ludwika Stępowskiego (1644–1664)[3];
- marmurowe epitafia Tekli i Józefa Szwykowskich (zm. 1777), Michała Szwykowskiego (zm. 1785) oraz Jadwigi z Dębskich Szwykowskiej (zm. 1798)[3];
- barokowy ołtarz główny zdobiony lustrami i marmoryzacją na srebrze[4];
- klasycystyczne stalle z malowidłami na zapleckach[3];
- dwudzielny prospekt organowy z 2. połowy XVII wieku ozdobiony rzeźbą króla Dawida i aniołów[3]
- alabastrowy, renesansowy posąg Chrystusa Zmartwychwstałego[3];
- klasycystyczny portal z herbem Junosza[3];
- barokowe malowidło ukrzyżowanego Chrystusa nad łukiem tęczy[3];
- późnobarokowy krucyfiks[3];
- obraz św. Norberta depczącego heretyckie księgi[3];
- klasycystyczna ambona[3];
- renesansowy nagrobek Melchiora Olszewskiego[3];
- barokowe epitafium Ludwika Stępowskiego[3];
- późnobarokowe epitafium Michała Józefa Wilkowskiego (zm. 1727) z portretem na blasze[3];
- rokokowe tabernakulum[7];
- gloria promienista z symbolem imienia Maryi w otoczeniu aniołów i chmur[3];
- drewniane świeczniki z herbem Junosza[3].

W kościele dominują barwy zielono-złote, autorami polichromii są Andrzej Radwański oraz pod koniec XIX wieku Franciszek Radwan.

## Otoczenie

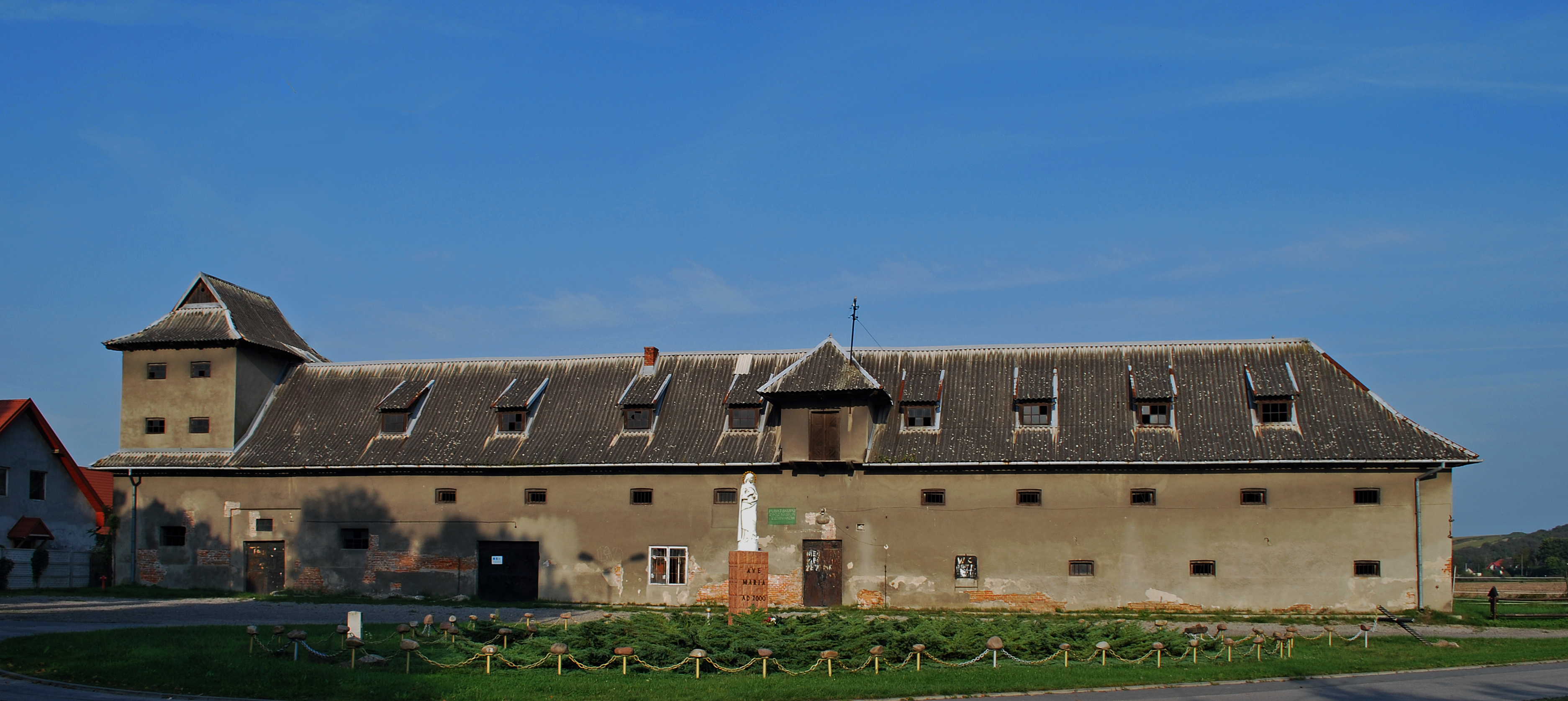
Spichrz w Hebdowie

Na dawnym cmentarzu przykościelnym późnobarokowa figura św. Norberta w stroju biskupim, depczącego po głowach pokonanych pogan.
W obiekcie klasztornym działa ośrodek duchowości chrześcijańskiej, edukacji i kultury, Centrum Wiara i Kultura oraz Hotel Św. Norberta.
Prace renowacyjne kosztowały ponad 17 mln zł, z czego wkład własny zakonników to niecałe dwa miliony. Reszta pieniędzy pochodziła z Unii Europejskiej oraz Ministerstwa Kultury i Dziedzictwa Narodowego.